# Streptomyces cattleya
Streptomyces cattleyaはグラム陽性菌で、セファマイシン、ペニシリン、チエナマイシンを産生する 。この細菌はフルオリナーゼ酵素を発現しており、この生物はフルオロ酢酸と抗菌性4-フルオロ-L-スレオニンの生合成を理解するために使用されている。従来とは異なるアミノ酸であるβ-エチニルセリン（βes）とL-プロパルギルグリシン（Pra）の生合成に至るγ-Glu-βes経路は、この種で初めて特徴づけられた。
2011年に塩基配列が決定されたゲノムには、6,283,062塩基対の染色体1本と1,809,491bpのメガプラスミド1本が含まれ、全体のグアニン-シトシン含量は73%である。